# Emil Nofal
Emil Nofal (1926-1986) est un producteur, réalisateur et scénariste sud-africain.

## Biographie
Né à Johannesbourg de parents d'origine libanaise, Emil Nofal a commencé sa carrière à l'âge de 15 ans aux studios de cinéma de Killarney. Il y travaille pendant 13 ans, d'abord comme assistant monteur, puis comme directeur de la photographie et enfin comme réalisateur de longs métrages tels que Song of Africa (1951), une comédie musicale pour présenter des talents noirs. Il travaille ensuite avec Jamie Uys et participe à la fondation de sa société de production.
Nofal réalise plusieurs films en anglais et afrikaans, souvent des comédies satiriques mais aussi des documentaires qui suscitent de fréquentes remontrances du SA Publications Control Board (le bureau chargé de la censure) et rencontre l'hostilité du Parti national et de l'Église réformée hollandaise, surtout à partir de son association avec Jans Rautenbach avec lequel il fonde en 1964 sa propre société de production. Leur collaboration débuté en 1963 sur Kimberley Jim, se confirme avec King Hendrik, une fable où une ville non officiellement incorporée déclare son indépendance mais se déchire lorsqu'il s'agit de trouver un roi. Cette collaboration avec Rautenbach est marquée par le recours à de nombreuses allégories et métaphores hautement symboliques ainsi que par le recours à de nombreux stéréotypes pour les détourner de leur significations originales afin de faire valoir leur point de vue.
Le film Wild Season, qui relate une tragédie familiale sur un chalutier, fait alors sensation en mettant en vedette des acteurs noirs dans une Afrique du Sud à l'apogée de l'apartheid.
Dans les années 1980, loin de ses films militants ou avant-gardistes des années 60, Nofal produit des émissions populaires de caméras cachés (Funny People).
Emil Nofal est mort d'un cancer le 18 juillet 1986 à Johannesbourg.

## Filmographie
Réalisation
- 1952 : Song of Africa

Réalisation et scénarios
- 1959 : Rip van Wyk
- 1960 : Hou die Blink kant bo
- 1962 : Voor sononder
- 1963 : Kimberley Jim
- 1965 : King Hendrik
- 1967 : Wild Season
- 1972 : The Winners
- 1986 : You're in the movies (Les Anges sont pliés en dieux en VF)
- 1986 : Gotta Be Crazy !' (Les anges perdent la tête en VF)

Scénario
- 1962 : Lord Oom Piet

Scénarios et production
- 1968 : Die Kandidaat
- 1969 : Katrina

Production
- 1974 : Ongewenste Vreemdeling